# انرژی شبکه

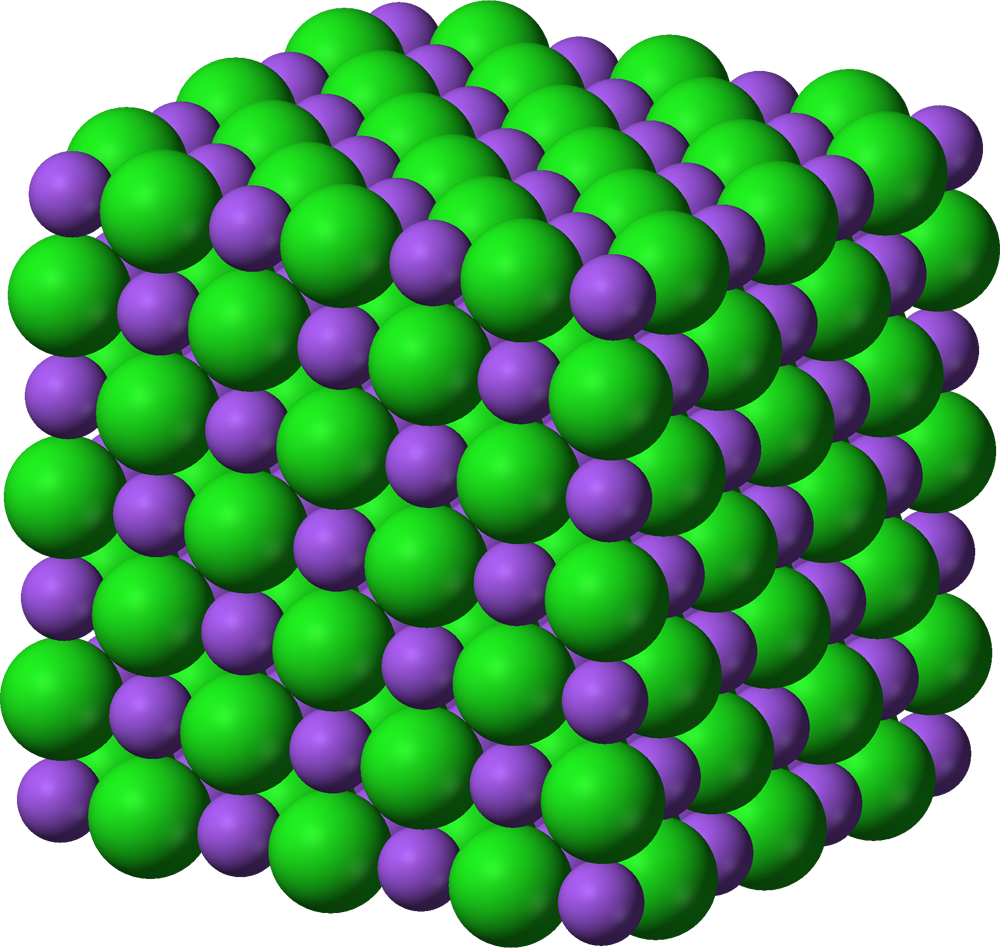
ساختار بلوری سدیم کلرید

انرژی شبکه (به انگلیسی: Lattice energy) مفهومی است در علم شیمی و بلورشناسی که به صورت زیر تعریف می شود:
- تغییر آنتالپی مربوط به تراکم یون های مثبت و منفی برای یک شبکه بلوری را انرژی شبکه گویند. یا مقدار انرژی آزادشده به هنگام تشکیل یک مول جامد یونی (ترکیب یونی) ازیون های گازی سازنده آن است انرژی شبکه می‌تواند معیار خوبی برای اندازه گیری قدرت پیوند در ترکیب های یونی باشد.[۱]
- در شیمی، انرژی شبکه، تغییر انرژی به هنگام تشکیل یک مول از یک ترکیب یونی کریستالی از یون‌های تشکیل‌دهنده آن است که در ابتدا در حالت گازی فرض می‌شود. این معیاری از نیروهای چسبندگی است که جامدات یونی را به هم متصل می کند. اندازه انرژی شبکه به بسیاری از خواص فیزیکی دیگر از جمله حلالیت، سختی و فرار مرتبط است. از آنجایی که به طور کلی نمی توان آن را مستقیماً اندازه گیری کرد، انرژی شبکه معمولاً از داده های تجربی از طریق چرخه Born-Haber استنتاج می شود.
- انرژی شبکه و آنتالپی شبکه شبکه کریستالی کلرید سدیم  مفهوم انرژی شبکه در ابتدا برای تشکیل ترکیباتی با ساختارهایی مانند نمک سنگ (NaCl) و اسفالریت (ZnS)، که در آن یون‌ها مکان‌های شبکه بلوری با تقارن بالا را اشغال می‌کنند، به کار رفت. در مورد NaCl، انرژی شبکه تغییر انرژی واکنش است  Na+ (g) + Cl− (g) → NaCl (s)  که به 786 کیلوژول بر مول می رسد.[2]  برخی از کتاب‌های درسی شیمی[3] و همچنین کتاب پرکاربرد CRC Chemistry and Physics[4] انرژی شبکه را با علامت مخالف تعریف می‌کنند، یعنی انرژی مورد نیاز برای تبدیل کریستال به یون‌های گازی بی‌نهایت جدا شده در خلاء، یک فرآیند گرماگیر. طبق این قرارداد، انرژی شبکه NaCl +786 کیلوژول بر مول خواهد بود. هر دو قرارداد علامت به طور گسترده استفاده می شود.  رابطه بین انرژی شبکه و آنتالپی شبکه در فشار (p) ثابت  از معادله زیر به دست می‌آید: [2]

```
U=∆H-P∆V∆  که U∆ انرژی شبکه و H∆ انتالپی شبکه و V∆ تغییر 
حجم مولی
 به دلیل تشکیل شبکه هستند .   از آنجایی که حجم مولی جامد بسیار کوچکتر از حجم گازها است پس 0>V∆ است . در ساختار شبکه کریستالی یون های  رام در خلاء باید انرژی داخلی را به دلیل نیروهای جذب خالص درگیر کاهش دهند پس 0>U∆ است  همینطورP∆V- ترم مثبت است اما در فشارهای پایین نسبتاً کوچک است و بنابراین مقدار آنتالپی شبکه نیز منفی است.[3]
```

- انرژی شبکه یک ترکیب یونی به شدت به بارهای یون های تشکیل دهنده جامد بستگی دارد که باید از طریق قانون کولمب یکدیگر را جذب یا دفع کنند. به طور ظریف تر، اندازه نسبی و مطلق یون ها تأثیر می گذاردونیروهای پراکندگی لندن نیز بین یون ها وجود دارد و از طریق اثرات قطبش به انرژی شبکه کمک می کند. برای ترکیبات یونی ساخته شده از کاتیون ها و/یا آنیون های مولکولی، ممکن است برهمکنش های یون-دوقطبی و دوقطبی-دوقطبی نیز وجود داشته باشد اگر هر یک از مولکول ها دارای گشتاور دوقطبی مولکولی باشند. درمان های نظری شرح داده شده در زیر بر روی ترکیبات ساخته شده از کاتیون ها و آنیون های اتمی متمرکز شده اند و از مشارکت در انرژی داخلی شبکه از ارتعاشات شبکه حرارتی شده چشم پوشی می کنند.[4]
- در سال 1918 [5] بورن و لنده پیشنهاد کردند که انرژی شبکه را می توان از پتانسیل الکتریکی شبکه یونی و اصطلاح انرژی پتانسیل دافعه به دست آورد.

```
U= -( Na Mz +Z e^2)/(4pi∈r)∆
```

NA ثابت آووگادرو است.
M ثابت مادلونگ است که به هندسه کریستال مربوط می شود.
z+ عدد شارژ کاتیون است.z- عدد بار آنیون است.e بار اولیه است، برابر است با  1.6022×10−19 ε گذردهی فضای آزاد، برابر با 8.854×10-12 C2 J-1 m-1 است.
r0 نزدیکترین فاصله همسایه بین یونها است. 
n توان Born است (عددی بین 5 تا 12 که به صورت تجربی با اندازه‌گیری تراکم‌پذیری جامد تعیین می‌شود یا به صورت نظری به دست می‌آید)[5].معادله Born–Landé در بالا نشان می دهد که انرژی شبکه یک ترکیب اساساً به دو عامل بستگی دارد:
با افزایش بار روی یون ها، انرژی شبکه افزایش می یابد (منفی تر می شود)
، در حالی که کلرید سدیم (NaCl) دارای شعاع پیوند است. 283 پیکومتر و انرژی شبکه 786- کیلوژول بر مول. شعاع های پیوند مشابه هستند، اما اعداد بار مشابه نیستند، با BaO دارای اعداد شارژ (2،-2) و NaCl دارای (1،-1) است. موقتی یون ها به هم نزدیکتر هستند انرژی شبکه افزایش می یابد (منفی تر می شود)[6]
به عنوان مثال، اکسید باریم (BaO)، که دارای ساختار NaCl و بنابراین همان ثابت مادلونگ است، دارای شعاع پیوند 275 پیکومتر و انرژی شبکه 3054- کیلوژول بر مول استعادله Born–Landé پیش‌بینی می‌کند که تفاوت در اعداد بار دلیل اصلی تفاوت زیاد در انرژی‌های شبکه است.
رابطه نزدیک با این فرمول پرکاربرد معادله Kapustinskii است که می‌تواند به عنوان روشی ساده‌تر برای تخمین انرژی‌های شبکه در جایی که به دقت بالایی نیاز نیست استفاده شود.[7]